# Bonte Abeelen
Bonte Abeelen is een laat gedicht van Guido Gezelle, gedateerd 12 februari 1897. Het gedicht is opgenomen in de dichtbundel Rijmsnoer om en om het jaar, als laatste van de 'elf gedichten voor de maand mei of bloeimaand'.

## Volle meesterschap
Het gedicht behoort tot de vele natuurimpressies die Gezelle schreef. Hij had al meer over abeelebomen of populieren gedicht. In de late periode van zijn leven had hij bovendien de gewoonte om, naar eigen behoefte en poëtische noodzaak, woorden te vervormen of eigen woorden uit te vinden.  
In de 'Woordenlijst' verwees Gezelle naar de Populus nivea, de witte populier of sneeuwabeel. De boom was tevens 'bont' omdat de bladeren aan de onderkant wel wit, maar aan de bovenkant groen zijn.

## Publicatie
Het gedicht verscheen in Rijmsnoer om en om het jaar, in oktober 1897 bij Jules De Meester in Roeselare.